# Peter Przystaniak

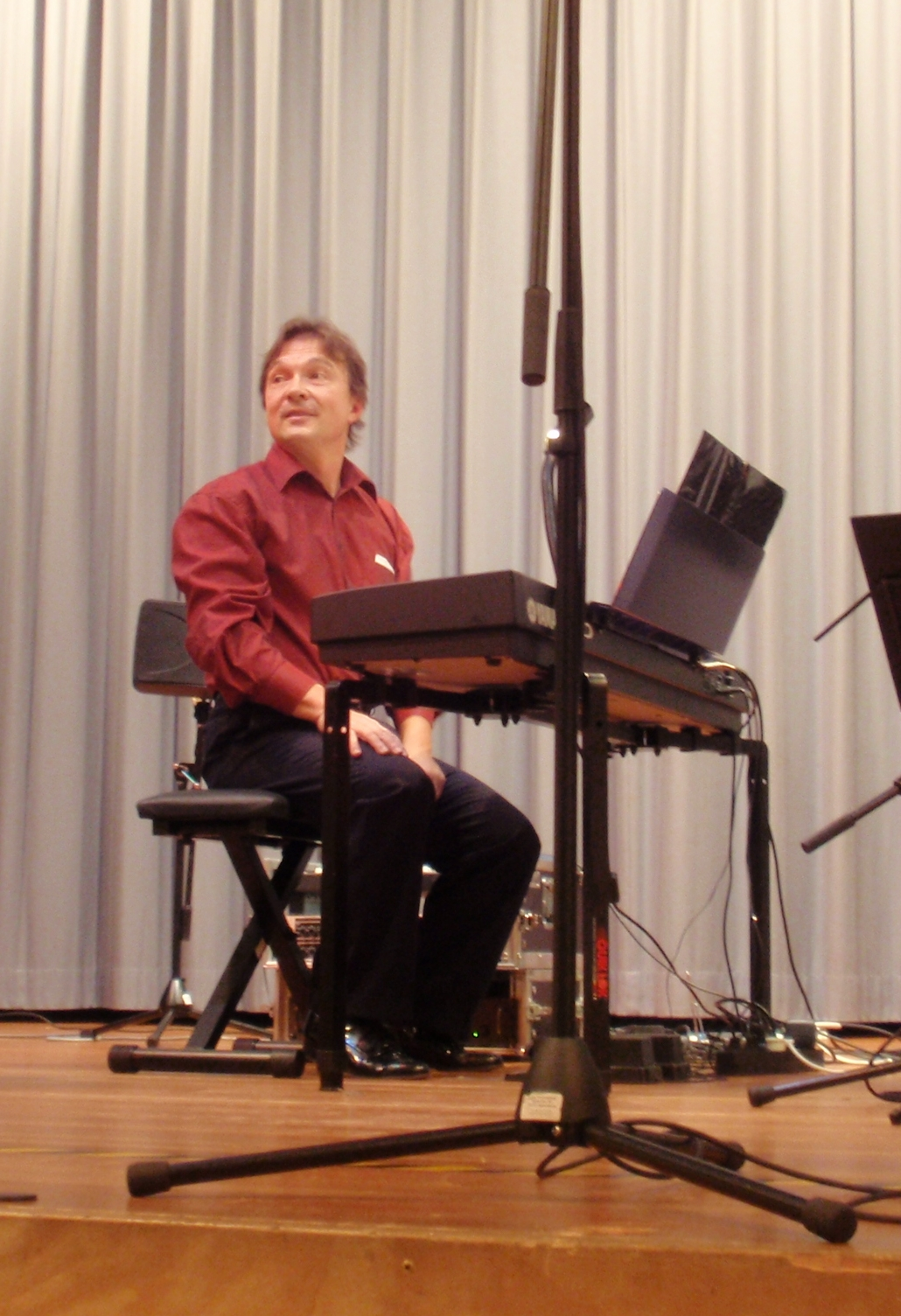
Peter Przystaniak im November 2008 während eines Konzerts des Klezmer-Ensembles Colalaila

Peter Przystaniak (* 1956 in Mainz) ist ein deutscher Pianist und Komponist.
Przystaniak studierte an der Akademie für Tonkunst in Darmstadt Klavier und legte dort 1982 sein Examen ab. Im Anschluss daran arbeitete er am Staatstheater Darmstadt als musikalischer Leiter des Schauspielhauses. Es folgte eine Zeit als selbstständiger Musiker, in der er zahlreiche Konzerte in den verschiedensten europäischen Ländern gab.
Neben seiner pianistischen Tätigkeit ist er auch als Arrangeur und Komponist aktiv. Inzwischen lebt er in Oppenheim und unterrichtet an der Musikschule der VG Nieder-Olm sowie an der Akademie für Tonkunst Darmstadt Klavier, Jazzklavier, Jazzharmonielehre und Musizierpraxis. Mit der Klarinettistin Irith Gabriely gründete er 1986 das Klezmer-Ensemble Colalaila und später das Ensemble Colalaila classic, das seitdem mit traditioneller jüdischer wie auch klassischer Musik, Jazz und Eigenkompositionen von Peter Przystaniak europaweit Erfolge feiert.
Mehrere Notensammlungen für Klezmer- und klassische Musik sind aus seiner Feder bei renommierten deutschen Musikverlagen erschienen, u. a. bei Schott Music (Mainz) und Edition Peters (Leipzig und Frankfurt am Main). Hier sind u. a. zu nennen „That’s Klezmer“ für 2 Klarinetten (oder andere Instrumente) und Klavier, „Five Angels“ für Klarinette (oder andere Instrumente) und Klavier, „Cool Christmas“ für dreistg. Frauenchor und einer obligaten Männerstimme, sowie Flöten- und Instrumentalstimmen, „That’s Gospel“ für 4-5 stg. gemischten Chor und Solo und „Soul to Soul“ für Klavier solo.